# Ghiacciaia delle Cascine
La ghiacciaia delle Cascine (chiamata anche piramide per via della forma) è una ghiacciaia di Firenze, sita nel parco delle Cascine vicino alla piscina delle Pavoniere.
Costruita nel 1796 su progetto di Giuseppe Manetti, contiene al suo interno delle nicchie ove veniva conservata la neve pressata e alcuni cibi.
La piramide è uno dei luoghi neoegizi a Firenze.
Tra gli altri ci sono:
1. l'obelisco di Boboli (1297-1213 a.C.),
2. i resti del tempio di Iside (II secolo d.C.) sotto il complesso di San Firenze
3. il Museo Egizio
4. il Museo Stibbert (corredi di due mummie) e il tempietto neoegizio nel parco
5. il tempietto di Osiride nel giardino Torrigiani
6. la scala egizia del parco di Villa il Boschetto
7. la galleria di palazzo Adami Lami